# Pettensiedel
Pettensiedel ist ein Gemeindeteil des Marktes Igensdorf im Landkreis Forchheim (Oberfranken, Bayern).

## Geografie
Das im Erlanger Albvorland gelegene Dorf liegt etwa drei Kilometer südwestlich des Ortszentrums von Igensdorf auf einer Höhe von 329 m ü. NHN.

## Geschichte

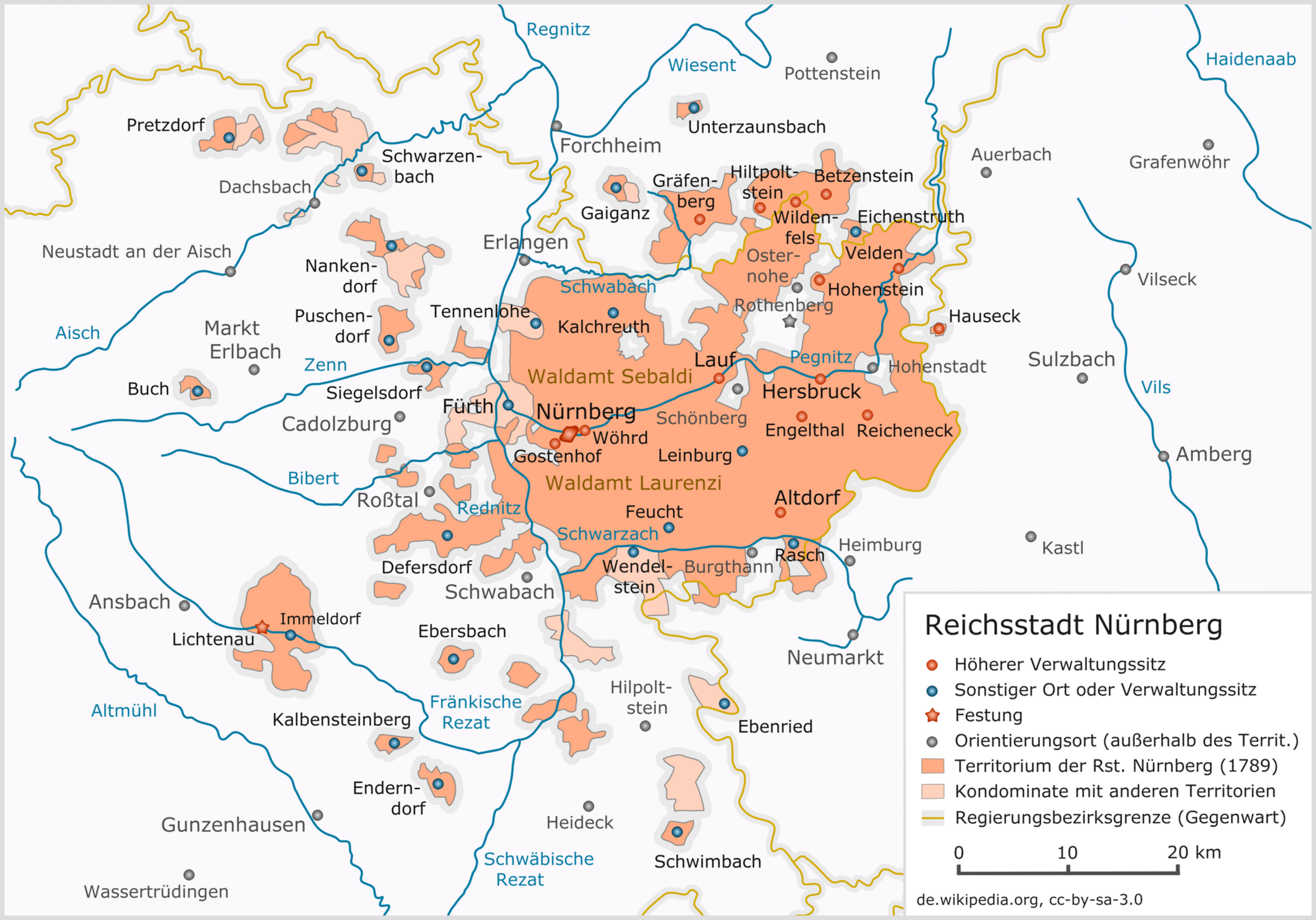
Landgebiet der Reichsstadt Nürnberg

Der Ort wurde im Jahr 1056 als „Petensigelon“ erstmals urkundlich erwähnt.
Während des Spätmittelalters gelangte Pettensiedel in den Besitz der Reichsstadt Nürnberg und gehörte damit zur sogenannten Alten Landschaft des nürnbergischen Landgebietes. Die Hochgerichtsbarkeit wurde dabei bis zum Beginn des 19. Jahrhunderts vom Pflegamt Hiltpoltstein ausgeübt. Eine tiefgreifende Veränderung für Pettensiedel ergab sich im Jahr 1806, als die Reichsstadt Nürnberg unter Bruch der Reichsverfassung vom Königreich Bayern annektiert wurde. Zusammen mit dem verbliebenen reichsstädtischen Landgebiet wurde damit auch Pettensiedel bayerisch.
Durch die zu Beginn des 19. Jahrhunderts im Königreich Bayern durchgeführten Verwaltungsreformen wurde Pettensiedel mit dem zweiten Gemeindeedikt im Jahr 1818 eine Ruralgemeinde, zu der die Dörfer Etlaswind und Frohnhof sowie die Weiler Affalterbach und Haselhof gehörten. Während des Zweiten Weltkriegs wurde der Ort in der Nacht vom 30. zum 31. März 1944 durch einen fehlgeleiteten Luftangriff britischer Bomber getroffen, der sechs Dorfbewohner das Leben kostete. Im Zuge der Gebietsreform in Bayern wurde die Gemeinde Pettensiedel am 1. Januar 1972 in den Markt Igensdorf eingegliedert.

## Verkehr
Ein Abzweig der Staatsstraße St 2740 führt durch den Ort und weiter nach Etlaswind. Im südlichen Ortsbereich Pettensiedels beginnt eine Gemeindeverbindungsstraße über Affalterbach nach Igensdorf. Der öffentliche Personennahverkehr bedient das Dorf an einer Bushaltestelle der Buslinie 217 des VGN. Der nächstgelegene Bahnhof befindet sich in Eschenau an der Gräfenbergbahn.

## Baudenkmäler

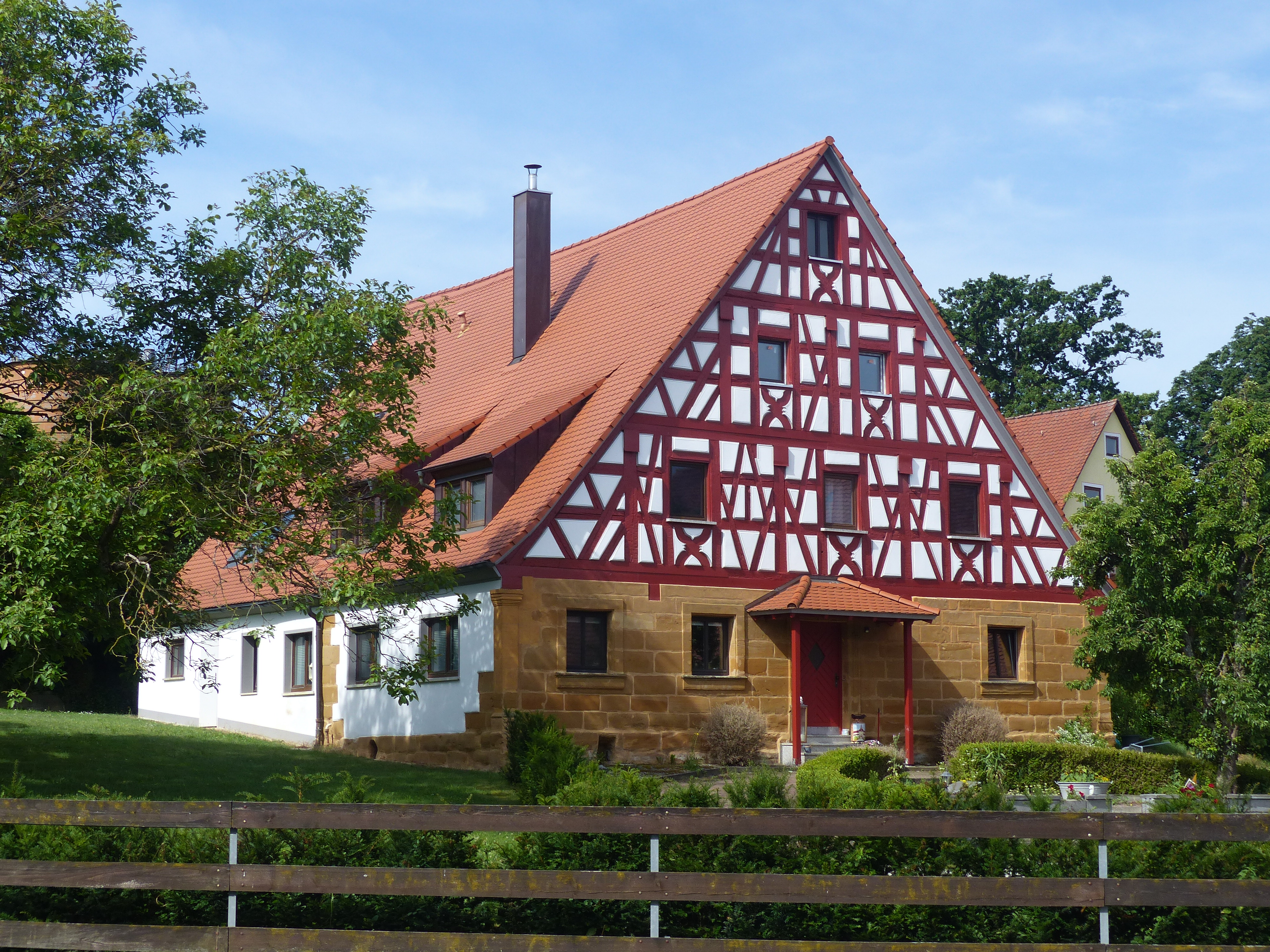
Aus der ersten Hälfte des 19. Jh. stammendes Bauernhaus

In Pettensiedel befinden sich vier denkmalgeschützte Bauwerke, nämlich zwei Bauernhäuser, ein Bauernhof und eine Schmiede.